# Рогаче
Рогаче су насељено мјесто у општини Невесиње, Република Српска, БиХ. Према попису становништва из 1991. у насељу је живјело 70 становника.

## Становништво
| Националност | 1991. | 1981. | 1971. | 1961. |
| Срби         | 71    | 91    | 143   | 174   |
| непознато    |       |       |       |       |
| Укупно       | 71    | 91    | 143   | 174   |

| Демографија | Демографија | Демографија |
| Година      | Становника  | Становника  |
| ----------- | ----------- | ----------- |
| 1961.       | 174         |             |
| 1971.       | 143         |             |
| 1981.       | 91          |             |
| 1991.       | 71          |             |